# Trechini
Trequinos (Trechini) é uma tribo de carabídeos da subfamília Trechinae.

## Subtribos
- Aepina Fowler, 1887
- Cnidina Jeannel, 1958
- Perileptina Sloane, 1903
- Plocamotrechina Jeannel, 1960
- Trechina Bonelli, 1810
- Trechodina Jeannel, 1926